# Peerage of Scotland
Die Peerage of Scotland umfasst alle Peer-Würden, die im Königreich Schottland vor dem Act of Union 1707 geschaffen wurden. In diesem Jahr wurden die Peerage of Scotland und die Peerage of England durch die Peerage of Great Britain ersetzt. Die alten schottischen Peers wählten nach der Union sechzehn Representative Peers als Mitglieder ins House of Lords; erst der Peerage Act 1963 gab allen schottischen Peers einen Sitz, was durch den House of Lords Act 1999 wieder geändert wurde. 
Die Ränge der schottischen Peerage sind Duke, Marquess, Earl, Viscount und Lord of Parliament, nicht aber Baron. Bei vielen schottischen Titeln ist eine Vererbung in weiblicher Linie möglich, falls keine männlichen Erben vorhanden sind. Vorrang hat die älteste Tochter, so dass der in England mögliche Schwebezustand (Abeyance) hier nicht auftreten kann.
Schottische Viscounts führen als einzige Viscounts ein of in ihrem Titel, das in sie in der Praxis jedoch häufig weglassen.
Schottische Barone sind keine Peers, lediglich Inhaber feudaler Baronien, die sie kaufen und verkaufen können.
In der folgenden Tabelle noch existierender schottischer Peers werden höhere oder gleichwertige Titel in anderen Peerages gelistet. Zudem, wenn ein schottischer Peer Inhaber einer niedrigeren Titels in der Peerage of England, der Peerage of Great Britain oder der Peerage of the United Kingdom mit Sitz im House of Lords ist, wird dieser ebenfalls angeführt. Bei Inhabern mehrerer Titel der schottischen Peerage wird nur der ranghöchste gelistet.

## Dukes in der Peerage of Scotland
| Titel                                 | Jahr der Verleihung | Andere Titel                                                                                    |
| ------------------------------------- | ------------------- | ----------------------------------------------------------------------------------------------- |
| Der Duke of Rothesay                  | 1469                | Duke of Cornwall in der Peerage of England                                                      |
| Der Duke of Hamilton                  | 1643                | Duke of Brandon in der Peerage of Great Britain                                                 |
| Der Duke of Buccleuch and Queensberry | 1663; 1684          | Earl of Doncaster in der Peerage of England                                                     |
| Der Duke of Lennox                    | 1675                | Duke of Richmond in der Peerage of England; Duke of Gordon in der Peerage of the United Kingdom |
| Der Duke of Argyll                    | 1701                | Duke of Argyll in der Peerage of the United Kingdom                                             |
| Der Duke of Atholl                    | 1703                |                                                                                                 |
| Der Duke of Montrose                  | 1707                | Earl Graham in der Peerage of Great Britain                                                     |
| Der Duke of Roxburghe                 | 1707                | Earl Innes in der Peerage of the United Kingdom                                                 |

## Marquesses in der Peerage of Scotland
| Titel                       | Jahr der Verleihung | Andere Titel                                                |
| --------------------------- | ------------------- | ----------------------------------------------------------- |
| Der Marquess of Huntly      | 1599                | Baron Meldrum in der Peerage of the United Kingdom          |
| Der Marquess of Queensberry | 1682                |                                                             |
| Der Marquess of Tweeddale   | 1694                | Baron Tweeddale in der Peerage of the United Kingdom        |
| Der Marquess of Lothian     | 1701                | Baron Ker of Kersheugh in der Peerage of the United Kingdom |

## Earls in der Peerage of Scotland
| Titel                                | Jahr der Verleihung | Andere Titel                                                                                     |
| ------------------------------------ | ------------------- | ------------------------------------------------------------------------------------------------ |
| Der Earl of Sutherland               | um 1235             |                                                                                                  |
| Der Earl of Crawford and Balcarres   | 1398; 1651          | Baron Wigan of Haig Hall in der Peerage of the United Kingdom                                    |
| Der Earl of Erroll                   | 1453                |                                                                                                  |
| Die Countess of Mar                  | 1404                |                                                                                                  |
| Der Earl of Rothes                   | 1457                |                                                                                                  |
| Der Earl of Morton                   | 1458                |                                                                                                  |
| Der Earl of Buchan                   | 1469                | Baron Erskine of Restormel Castle in der Peerage of the United Kingdom                           |
| Der Earl of Eglinton                 | 1507                | Earl of Winton in der Peerage of the United Kingdom                                              |
| Der Earl of Cassilis                 | 1509                | Marquess of Ailsa in der Peerage of the United Kingdom                                           |
| Der Earl of Caithness                | 1455                |                                                                                                  |
| Der Earl of Mar and Kellie           | 1565; 1619          | Baron Erskine of Alloa Tower for Life in der Peerage of the United Kingdom                       |
| Der Earl of Moray                    | 1562                | Baron Stuart of Castle Stuart in der Peerage of the United Kingdom                               |
| Der Earl of Home                     | 1605                | Baron Douglas in der Peerage of the United Kingdom                                               |
| Der Earl of Perth                    | 1605                |                                                                                                  |
| Der Earl of Abercorn                 | 1606                | Duke of Abercorn in der Peerage of Ireland; Marquess of Abercorn in der Peerage of Great Britain |
| Der Earl of Strathmore and Kinghorne | 1606                | Earl of Strathmore and Kinghorne in der Peerage of the United Kingdom                            |
| Der Earl of Haddington               | 1619                |                                                                                                  |
| Der Earl of Galloway                 | 1623                | Baron Stewart of Garlies in der Peerage of the United Kingdom                                    |
| Der Earl of Lauderdale               | 1624                |                                                                                                  |
| Der Earl of Lindsay                  | 1633                |                                                                                                  |
| Der Earl of Loudoun                  | 1633                |                                                                                                  |
| Der Earl of Kinnoull                 | 1633                | Baron Hay of Pedwardine in der Peerage of Great Britain                                          |
| Der Earl of Dumfries and Bute        | 1633; 1703          | Marquess of Bute in der Peerage of Great Britain                                                 |
| Der Earl of Elgin and Kincardine     | 1633; 1647          | Baron Elgin in der Peerage of the United Kingdom                                                 |
| Der Earl of Southesk                 | 1633                | Duke of Fife in der Peerage of the United Kingdom                                                |
| Der Earl of Wemyss and March         | 1633; 1697          | Baron Wemyss in der Peerage of the United Kingdom                                                |
| Der Earl of Dalhousie                | 1633                | Baron Ramsay in der Peerage of the United Kingdom                                                |
| Der Earl of Airlie                   | 1639                |                                                                                                  |
| Der Earl of Leven and Melville       | 1641; 1690          |                                                                                                  |
| Die Countess of Dysart               | 1643                |                                                                                                  |
| Der Earl of Selkirk                  | 1646                |                                                                                                  |
| Der Earl of Northesk                 | 1647                |                                                                                                  |
| Der Earl of Dundee                   | 1660                |                                                                                                  |
| Der Earl of Newburgh                 | 1660                |                                                                                                  |
| Der Earl of Annandale and Hartfell   | 1662                |                                                                                                  |
| Der Earl of Dundonald                | 1669                |                                                                                                  |
| Der Earl of Kintore                  | 1677                | Viscount Stonehaven in der Peerage of the United Kingdom                                         |
| Der Earl of Aberdeen                 | 1682                | Marquess of Aberdeen and Temair in der Peerage of the United Kingdom                             |
| Der Earl of Dunmore                  | 1686                |                                                                                                  |
| Der Earl of Orkney                   | 1696                |                                                                                                  |
| Der Earl of Seafield                 | 1701                |                                                                                                  |
| Der Earl of Stair                    | 1703                | Baron Oxenfoord in der Peerage of the United Kingdom                                             |
| Der Earl of Rosebery                 | 1703                | Earl of Midlothian in der Peerage of the United Kingdom                                          |
| Der Earl of Glasgow                  | 1703                | Baron Fairlie in der Peerage of the United Kingdom                                               |
| Der Earl of Hopetoun                 | 1703                | Marquess of Linlithgow in der Peerage of the United Kingdom                                      |

## Viscounts in der Peerage of Scotland
| Title                      | Creation | Other titles                                      |
| -------------------------- | -------- | ------------------------------------------------- |
| Der Viscount (of) Falkland | 1620     |                                                   |
| Der Viscount (of) Stormont | 1621     | Earl of Mansfield in der Peerage of Great Britain |
| Der Viscount of Arbuthnott | 1641     |                                                   |
| Der Viscount of Oxfuird    | 1651     |                                                   |

## Lords of Parliament in der Peerage of Scotland
| Titel                         | Jahr der Verleihung | Andere Titel                                                      |
| ----------------------------- | ------------------- | ----------------------------------------------------------------- |
| Der Lord Forbes               | 1442                |                                                                   |
| Der Lord Gray                 | 1445                |                                                                   |
| Die Lady Saltoun              | 1445                |                                                                   |
| Der Lord Sinclair             | 1449                |                                                                   |
| Der Lord Borthwick            | 1452                |                                                                   |
| Der Lord Cathcart             | 1452                | Earl Cathcart in der Peerage of the United Kingdom                |
| Der Lord Lovat                | 1464                | Baron Lovat in der Peerage of the United Kingdom                  |
| Der Lord Sempill              | 1488                |                                                                   |
| Die Lady Herries of Terregles | 1490                |                                                                   |
| Der Lord Elphinstone          | 1510                | Baron Elphinstone in der Peerage of the United Kingdom            |
| Der Lord Torphichen           | 1564                |                                                                   |
| Die Lady Kinloss              | 1602                |                                                                   |
| Der Lord Colville of Culross  | 1604                | Viscount Colville of Culross in der Peerage of the United Kingdom |
| Der Lord Balfour of Burleigh  | 1607                |                                                                   |
| Der Lord Dingwall             | 1609                | Baron Lucas in der Peerage of England                             |
| Der Lord Napier               | 1627                | Baron Ettrick in der Peerage of the United Kingdom                |
| Der Lord Fairfax of Cameron   | 1627                |                                                                   |
| Der Lord Reay                 | 1628                |                                                                   |
| Der Lord Forrester            | 1633                | Earl of Verulam in der Peerage of the United Kingdom              |
| Der Lord Elibank              | 1643                |                                                                   |
| Der Lord Belhaven and Stenton | 1647                |                                                                   |
| Der Lord Rollo                | 1651                | Baron Dunning in der Peerage of the United Kingdom                |
| Der Lord Ruthven of Freeland  | 1651                | Earl of Carlisle in der Peerage of England                        |
| Der Lord Nairne               | 1681                | Viscount Mersey in der Peerage of the United Kingdom              |
| Der Lord Polwarth             | 1690                |                                                                   |